# UN Women
UN Women (United Nations Entity for Gender Equality and the Empowerment of Women) är FN:s enhet för kvinnors rättigheter och egenmakt.
UN Women inrättades 2010 genom att sammanföra FN:s utvecklingsfond för kvinnor med  andra avdelningar inom Förenta nationerna och som arbetar för egenmakt, jämställdhet och stärkandet av kvinnors och flickors rättigheter.
Chiles president Michelle Bachelet var UN Womens första verkställande direktör (2010–2013), efter sin första period som statschef. Phumzile Mlambo-Ngcuka tog över uppdraget 2013. Nuvarande verkställande direktör är Sima Sami Bahous från Jordanien. Sedan 2018 är Sveriges före detta jämställdhetsminister Åsa Regnér UN Womens Deputy Executive Director. 
År 2017 sponsrade UN Women i samarbete med Norge ett kvinnocenter på Västbanken i byn Burqa i närheten av Nablus på Västbanken. När centret stod klart döptes det till "Martyr Dalal Mughrabi Camp" efter den palestinska militanta kvinna som 1978 kapade två bussar i Israel tillsammans med åtta andra militanta då 38 israeler varav 13 barn dödades. Norges regering krävde pengarna tillbaka då de menade att namnet glorifierade terror och palestinska myndigheten vägrade ändra namnet.

## Sverige
UN Women Sverige är en av UN Womens tolv nationella kommittéer. UN Women Sverige, som bildades 2011, har i uppdrag är att bedriva insamling och stödja UN Womens program runt om i världen, utbilda och sprida information om kvinnors rättigheter, samt driva politiskt påverkansarbete.